# 南昌西駅
南昌西駅（なんしょうにしえき/中国語簡体字：南昌西站/正体字：南昌西站）は中華人民共和国江西省南昌市新建区にある、中国鉄路総公司（CR）南昌鉄路局が管轄する駅である。
本項では、中国鉄路総公司の駅構内と一体化している南昌地下鉄の南昌西駅駅（なんしょうにしえきえき）についても記述する。

## 乗り入れ路線
中国鉄路総公司
滬昆旅客専用線
昌九都市間鉄道
向莆線
南昌地下鉄
 2号線
また、4号線を当駅に接続させる計画もある

## 歴史
- 2010年8月：駅舎建設開始。
- 2013年9月26日：向莆線の駅として開業。
- 2014年
  - 9月16日：杭長旅客専用線の南昌西駅 - 長沙南駅間が開業。
  - 12月10日：杭長旅客専用線の杭州東駅 - 南昌西駅間が開業。
- 2017年8月18日：南昌地下鉄2号線が開業。

## 駅構造

### 中国鉄路総公司
単式ホーム2面、島式ホーム10面を持つ地上駅である。

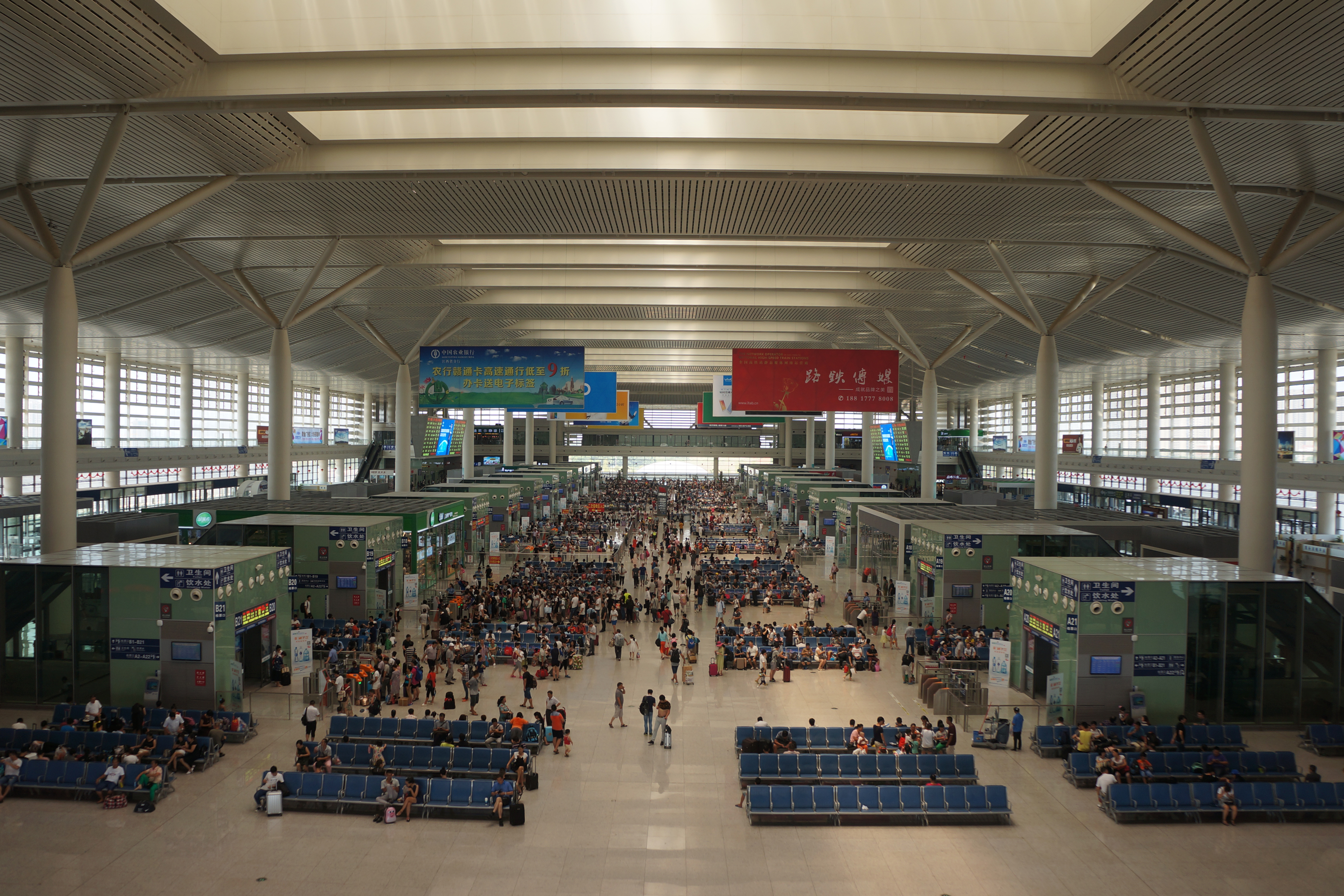
コンコース
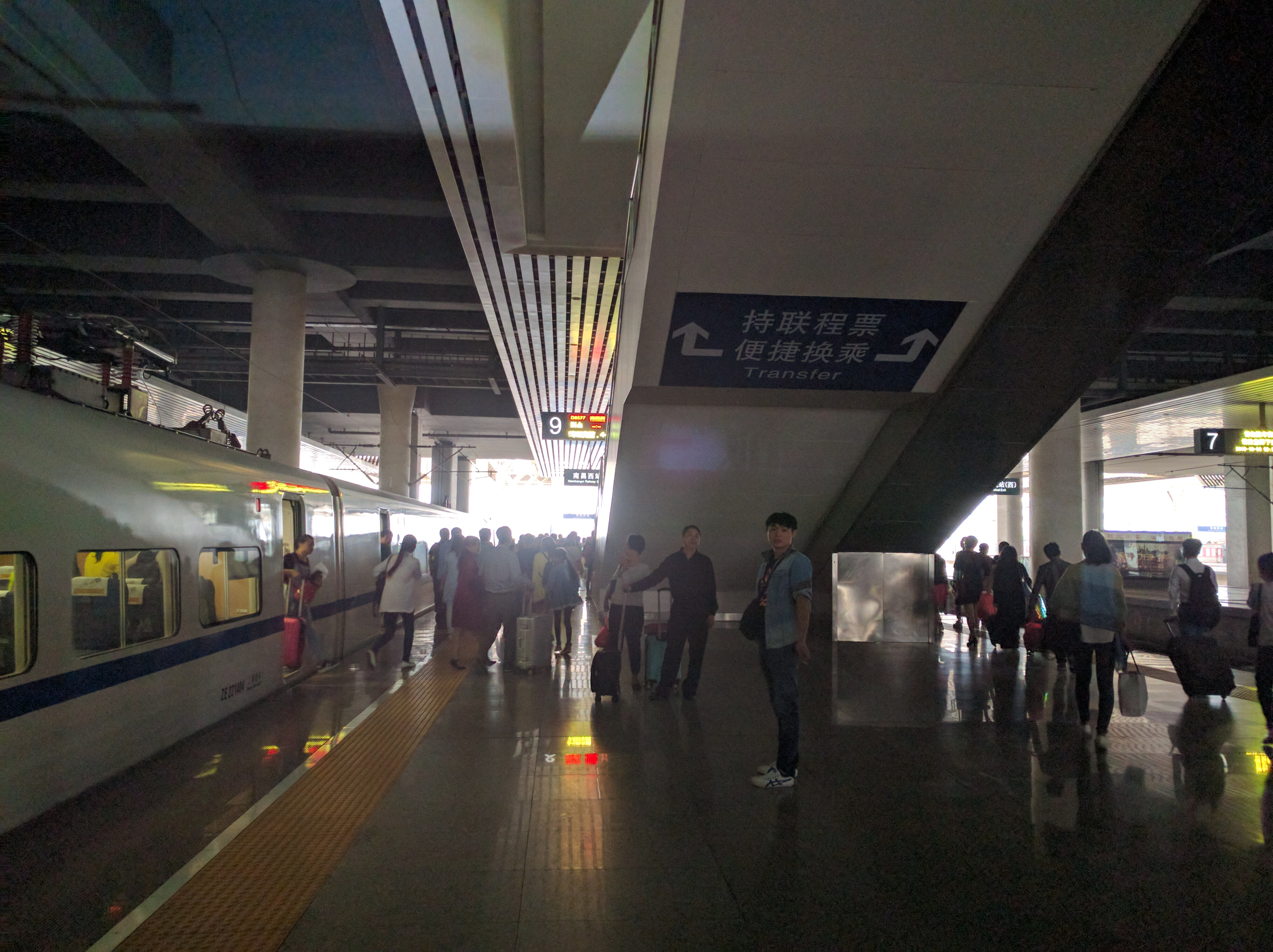
プラットホーム

### 南昌地下鉄
中国鉄路総公司南昌西駅の到着階に改札口がある。ホームは改札階の下の階にあり、島式ホーム1面2線を有する。便所はホーム階竜崗寄りにある。

## 隣の駅
中国鉄路総公司
杭長旅客専用線
進賢南駅 - 南昌西駅 - 高安駅
昌九都市間鉄道
南昌西駅 - 楽化駅
向莆線
南昌西駅 - 三江鎮駅
南昌地下鉄
 2号線
西駅南広場駅 - 南昌西駅駅 - 竜崗駅